# Sanko Line
Sankō Kisen K.K. (jap. 三光汽船株式会社, Sankō Kisen Kabushiki kaisha, engl. The Sanko Steamship Co., Ltd., international bekannter als Sanko Line) ist eine im Jahre 1934 gegründete japanische Reederei.

## Geschichte
Gegründet wurde das Unternehmen am 31. August 1934 als Sankō Kaiun Kaisha. Die Reederei beschäftigte sich zunächst mit Frachtdiensten von Japan nach Korea und China. Noch in den Jahren vor dem Zweiten Weltkrieg entwickelte sich die Sanko Line zu den größten Reedereien ihres Fahrtgebietes. In den Kriegsjahren verlor die Reederei nahezu ihre ganze Flotte und baute ihre Liniendienste in den Nachkriegsjahren erneut aus.
Sanko blieb als einziges japanisches großes Schifffahrtsunternehmen trotz der zahlreichen staatlich geförderten Zusammenschlüsse japanischer Schifffahrtsgesellschaften ab Mitte der 1960er Jahre selbstständig. Bis zu den frühen 1970er Jahren entwickelte sich das Unternehmen mit einer Flotte von 316 Schiffen und einer Tragfähigkeit von insgesamt 25.200.000 Tonnen zu einer der größten Reedereien des Landes.
Nachdem die Sanko Line im Jahr 1982 nicht zuletzt durch den Bau einer größeren Anzahl von VLCC-Tankschiffen (23 der insgesamt 140 Schiffe) in so ernsthafte finanzielle Schwierigkeiten geraten war, dass die beteiligten Banken mit einem Ende der Finanzierung drohten, orderte die Reederei mit Hilfe ausländischer Banken weitere 125 Massengutschiffe mit einer Tragfähigkeit von je 30.000 bis 40.000 Tonnen. Im März 1984 war die Sanko Line bei einem Schuldenstand von 3,3 Milliarden Pfund Sterling schließlich zahlungsunfähig.  Bei einem Zusammenbruch der Reederei musste daraufhin mit einem weitreichenden Dominoeffekt unter den Sanko-Handelspartnern (besonders der zumeist japanischen Werften) gerechnet werden. 1985 wurde die Reederei durch ein gemeinsames Rettungspaket vom Staat und den beteiligten Wirtschaftspartnern gerettet. Von Januar 1986 bis zum Jahr 1989 folgte eine umfassende Verschlankung des Unternehmens. Sanko Line konzentrierte sich seitdem in der Hauptsache auf seine Kernbereiche im Massenguttransport (Massengutfrachter).
Heute betreibt das Schifffahrtsunternehmen Öl- und Gastanker, Massengutschiffe, Massenstückgutschiffe und Forstproduktetransporter. Anfang 2011 wurden 192 Schiffe mit einer Tragfähigkeit von rund 13 Millionen Tonnen von der Sanko Line bereedert. Das Fahrtgebiet umfasst weltweite Dienste von allen japanischen Haupthäfen aus. Daneben ist das Unternehmen im Offshorebereich aktiv.
Im März 2012 informierte Sanko Geschäftspartner über Zahlungsschwierigkeiten reduzierte Zahlungen (z. B. an Gesellschaften, bei denen Sanko Schiffe gechartert hatte).
Am 2. Juli 2012 stellte Sanko einen Antrag auf Neuordnung bei einem Tokyoter Distriktgericht und am 5. Juli meldete die Reederei in den Vereinigten Staaten Insolvenz unter Chapter 15 des United States Bankruptcy Code an.
Ein deutscher Schiffsfonds, Eigentümer von drei Rohöltankern, musste infolge von Sankos Schwierigkeiten im September 2012 Insolvenz anmelden.
Im März 2024 verkaufte das Unternehmen sein letztes Schiff, die Sanko Hawking und zieht sich aus dem Betrieb eigener Schiffe zurück.